# Chiesa ortodossa autocefala ucraina
La Chiesa ortodossa autocefala ucraina (in ucraino Українська автокефальна православна церква (УАПЦ)?, Ukrayinska avtokefalna pravoslavna tserkva, UAPC) era una delle tre maggiori chiese ortodosse in Ucraina fino al 2018.

## Storia

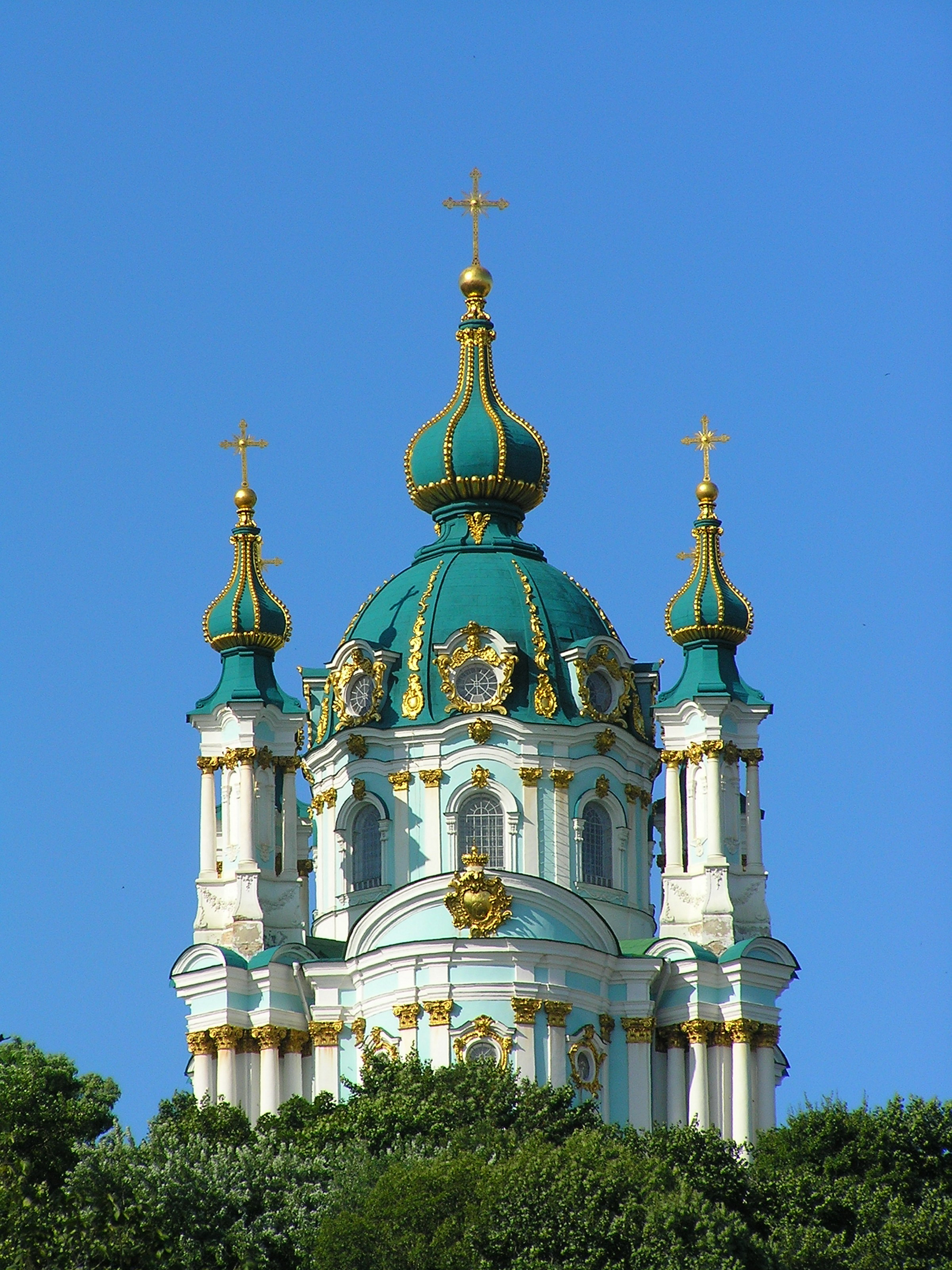
La Chiesa di Sant'Andrea, a Kiev, è stata la cattedrale patriarcale della Chiesa autocefala, prima che fosse ceduta al Patriarcato ecumenico dal Parlamento ucraino

Era stata ristabilita per la terza volta nel 1990, subito prima della caduta dell'Unione Sovietica. La Chiesa, nella sua forma contemporanea, affondava le sue origini nel Sobor del 1921 a Kiev, poco dopo la ritrovata indipendenza dell'Ucraina. Il 15 dicembre 2018, durante un concilio di riunificazione, la Chiesa autocefala ucraina e la rivale Chiesa ortodossa ucraina del Patriarcato di Kiev, insieme ad alcuni metropoliti della Chiesa ortodossa ucraina (Patriarcato di Mosca), sono confluiti nella Chiesa ortodossa dell'Ucraina. Il metropolita Epifanio I (già vescovo del Patriarcato di Kiev) è stato eletto nuovo metropolita di Kiev e di tutta l'Ucraina.
Durante il periodo di sussistenza della Chiesa autocefala e del Patriarcato di Kiev, solo la Chiesa dipendente dal Patriarcato di Mosca ha goduto del riconoscimento della comunità cristiana ortodossa internazionale, fino all'11 ottobre 2018, quando il Patriarcato ecumenico di Costantinopoli ha revocato la scomunica che aveva colpito la Chiesa ortodossa autocefala ucraina e il Patriarcato di Kiev. Successivamente, il 2 novembre, è stato chiarito che il Patriarcato ecumenico non aveva riconosciuto come legittimi né la Chiesa autocefala né il Patriarcato di Kiev e che i rispettivi leader non erano riconosciuti come primati delle loro chiese.

## Primati

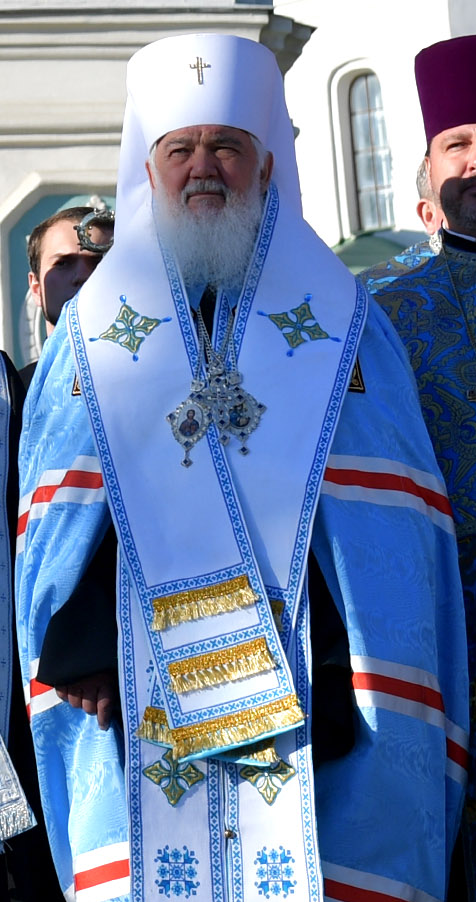
Macario, ultimo patriarca della Chiesa autocefala, nell'ottobre 2018

### 1921–1936
Nel 1921, con l'istituzione della Chiesa ortodossa autocefala ucraina, il metropolita di Kiev e di tutta l'Ucraina era considerato il primate della Chiesa. Questo sistema continuò fino al 1936 quando, a causa delle pressioni sovietiche, la Chiesa ortodossa autocefala ucraina fu sciolta, e alcuni dei suoi membri emigrarono negli Stati Uniti. I primati dal 1921 al 1936 furono:
- Vasyl Lypkivsky, metropolita di Kiev e di tutta l'Ucraina (1921-1927)
- Mykola Boretsky, metropolita di Kiev e di tutta l'Ucraina (1927-1930)
- Ivan Pavlovsky, metropolita di Kiev e di tutta l'Ucraina (1930-1936)

### 1942–1944
Nel 1942, la Chiesa autocefala fu ristabilita durante l'occupazione dell'Ucraina da parte della Germania nazista. Questo periodo durò fino al ritorno dell'Armata Rossa nel 1944, dopodiché la Chiesa fu nuovamente sciolta per la seconda volta e rimase strutturata solo nella diaspora ucraina.

### 1990–15 dicembre 2018
Nel 1990 la Chiesa ortodossa autocefala ucraina fu reintegrata e il già metropolita della Chiesa ortodossa ucraina del Canada, Mstyslav, fu intronizzato come patriarca. Dal 2000, il primate della chiesa è stato il metropolita di Kiev e di tutta l'Ucraina.
- Patriarca Mstyslav (Stepan Ivanovych Skrypnyk), Patriarca di Kiev e di tutta la Rus-Ucraina (1991–1993)
- Patriarca Dymytriy (Dmytro Yarema), Patriarca di Kiev e di tutta la Rus-Ucraina (1993-2000)
- Metropolita Mefodiy (Mefodiy (Methodius) Kudriakov), metropolita di Kiev e di tutta l'Ucraina (2000-2015)
- Metropolita Makariy (Makariy Maletych), metropolita di Kiev e di tutta l'Ucraina (2015-2018)